# Actinostoloidea
Super-famille
Les Actinostoloidea sont une super-famille d'anémones de mer de l'ordre des Actiniaria.

## Liste des familles
Selon World Register of Marine Species (12 janvier 2023) :
- Actinostolidae Carlgren, 1932
- Anthosactinidae Sanamyan, Sanamyan, Galkin, Ivin & Bocharova 2021
- Capneidae Gosse, 1860
- Exocoelactinidae Carlgren, 1925
- Halcampoididae Appellöf, 1896
- Halcampulactidae Gusmão, Berniker, Van Deusen, Harris & Rodríguez, 2019
- Sicyonidae Hertwig, 1882
- Tetracoelactinidae Sanamyan, Sanamyan, Galkin, Ivin & Bocharova 2021

## Systématique
Le nom valide complet (avec auteur) de ce taxon est Actinostoloidea Carlgren, 1932.
Actinostoloidea a pour synonyme :
- Mesomyaria Stephenson, 1921